# Myōkō (1929)
Ne doit pas être confondu avec JDS Myōkō (DDG 175).
Le Myōkō (妙高) est une des quatre unités de la troisième classe de croiseurs lourds de la Marine impériale japonaise, construite au titre du Nouveau Programme de Renforcement de 1923. Il a été commandé à l'arsenal de Yokosuka et construit de 1924 à 1929. D'un déplacement officiel de 10 000 tonnes, modernisé en 1936 et en 1940, il a pris une part active, de 1937 à 1945, aux opérations navales conduites par l'empire du Japon, pendant la seconde guerre sino-japonaise, puis pendant la Guerre du Pacifique. Il a été sabordé, après la capitulation japonaise, par la Royal Navy britannique, dans le détroit de Malacca, le 8 juillet 1946.

## Arrière-plan et caractéristiques
Le Myōkō a donné son nom à la première classe de croiseurs lourds japonais de 10 000 tonnes. Premier bâtiment de cette classe mis sur cale à l'Arsenal de Yokosuka, le 25 octobre 1924, lancé le 16 avril 1927, il n'a été armé que le 31 juillet 1929, alors que ses sister-ships, Nachi et Haguro, étaient déjà entrés en service.
Quatre croiseurs avaient été construits de 1922 à 1927, sur les plans du contre-amiral Hiraga (les classes Furutaka et Aoba). Ils étaient armés, de six canons de 200 mm, et quatre pièces simples de 120 mm, ils portaient un blindage de ceinture de 75 mm, et filaient 34,5 nœuds, pour un déplacement de 8 000 à 9 000 tonnes. La décision a été prise ensuite de construire des bâtiments plus puissants, mieux protégés, utilisant pleinement la possilité offerte d'un déplacement maximum de 10 000 tonnes anglaises de 1 016 kg, selon les stipulations du traité de Washington de 1922.
Les quatre croiseurs qui ont alors été construits, la classe Myōkō, également conçus par Yuzuru Hiraga, promu vice-amiral en 1925, se sont différenciés des bâtiments précédents, principalement par une longueur accrue d'environ 18 mètres, ce qui a permis d'accroître l'artillerie principale de six à dix canons, avec deux tourelles doubles superposées à l'avant, une troisième tourelle double ne tirant qu'en abord devant le bloc passerelle, et deux tourelles doubles superposées à l'arrière. Leur artillerie secondaire de 120 mm a été constituée de six pièces simples, soit un accroissement de 50 % par rapport à la classe Aoba, le blindage de ceinture porté de 75 mm à 100 mm, et la propulsion développant une propusion de 130 000 ch assurait une vitesse maximale de 35½ nœuds. Le déplacement “standard” censé respecter la limite maximum de 10 000 TW était en réalité de 10 940 TW,.
Le Myōkō reçut comme ses sister-ships une première modernisation, à partir de juin 1936, qui a consisté à remplacer les canons de 200 mm 1 GÔ (Mark I)par des canons de 203 mm 2 GÔ (Mark II), et à remplacer, pour l'artillerie secondaire, les six pièces simples de 120 mm, par quatre affûts doubles de 127 mm type 89. La Défense Contre Avions a été renforcée par quatre affûts doubles de canons antiaériens de 25 mm Type 96, sous licence Hotchkiss. Les 12 tubes lance-torpilles fixes de 610 mm, en deux groupes de 3, de chaque bord dans la coque à hauteur du pont principal, ont été remplacés par deux plates-formes quadruples orientables installées sur le pont supérieur. Ces modifications ont conduit à un accroissement du déplacement qui a atteint 13 380 tonnes mais à une période où l'empire du Japon n'était plus lié par les limites maximales de déplacement stipulées par le traité de Washington. Le maitre-bau ayant été porté à 20,73 m et le tirant d'eau à 6,32 m, la vitesse maximale s'en est trouvée réduite à 33¾ nœuds.
Une seconde refonte en 1940 a conduit à ajouter deux nouvelles plates-formes lance-torpilles quadruples (qui ont été enlevées en 1944), et à accroitre la Défense Contre Avions de quatre affûts triples et deux affûts doubles de 25 mm type 96.

## Service
Les quatre croiseurs de la classe Myōkō constituent à l'origine la 4e Division de Croiseurs. À l'entrée en service des croiseurs de la classe Takao, la 4e Division est reclassée 5e Division.
En 1932, la 4e Division de Croiseurs contribue au transport de troupes japonaises, à la suite de l'incident du 28 janvier 1932, à Shangaï.
En août 1937, pendant la seconde guerre sino-japonaise, les quatre croiseurs de la classe Myōkō et le Maya ont pris part à un débarquement dans l'archipel de Zhoushan, à proximité de Shanghai. En mai 1938, le Myōkō a participé à l'assaut amphibie contre Amoy (en).

### A l'attaque des Philippines et des îles de la Sonde
Le contre-amiral Takagi est nommé, le 6 septembre 1941, commandant de la 5e Division de Croiseurs. Tandis que l'Ashigara est détaché comme navire-amiral de la 3e Flotte, et va participer à l'invasion du nord des Philippines, les trois autres croiseurs de la 5e Division de Croiseurs, ont pris part aux attaques au sud des Philippines (débarquements de Legaspi, le 11 décembre, Davao, le 19 et 20 décembre et Jolo, le 24 décembre). Le Myōkō est endommagé par une bombe aérienne et le contre-amiral Takagi transfère sa marque début janvier sur le Nachi. Réparé, le Myōkō, à la fin de février, va participer aux combats qui ont vu, au cours de la première, deuxième bataille de la mer de Java et de la bataille du détroit de la Sonde la destruction par les croiseurs lourds japonais des principaux bâtiments du Commandement Américain-Britannique-Hollandais-Australien (ABDACOM), c'est-à-dire des croiseurs néerlandais HNLMS De Ruyter, qui portait la marque du contre-amiral Doorman, et HNLMS Java, des croiseurs américains USS Houston, et australien HMAS Perth et du petit croiseurs lourd britannique HMS Exeter ,.
Début mars, le contre-amiral Takagi remet sa marque sur le Myōkō, le Nachi étant détaché comme navire amiral des forces navales opérant dans le Pacifique nord.

### En mer de Corail, et des îles Aléoutiennes aux îles Salomon
À la mi-avril 1942, le Myōkō et le Haguro ont été lancés, vainement, à la poursuite des porte-avions USS Hornet et Enterprise qui avaient permis de lancer le raid sur Tokyo. Début mai, le contre-amiral Takagi a été promu vice-amiral, et s'est retrouvé à la tête des forces qui devaient couvrir l'Opération Mo, c'est-à-dire l'attaque de Port Moresby, ce qui va déclencher la bataille de la mer de Corail. Au cours de cette première bataille « au-delà de l'horizon », les croiseurs n'ont pas joué un rôle décisif, pas plus qu'au cours de la bataille de Midway, où les croiseurs Myōkō et Haguro, rattachés à la 2e flotte du vice-amiral Kondō, n'ont pu mener à bien leur mission de couverture du débarquement sur Midway, à la suite du désastre subi par l'aviation embarquée japonaise aux ordres du vice-amiral Nagumo, qui prive la flotte de couverture aérienne, ce dont furent victimes le 6 juin, les Mikuma et Mogami.
Fin juin, les trois croiseurs de la 5e Division, Myōkō, Haguro et Nachi, participent à l'occupation des îles Attu et Kiska, dans les îles Aléoutiennes.
Rentrés au Japon, les Myōkō et Haguro sont envoyés, début août, rejoindre les forces japonaises qui participent à la campagne de Guadalcanal. Ils contribuent à la couverture éloignée des forces navales qui assurent le soutien des attaques contre les forces américaines. Mais la seule action notable du Myōkō, est le bombardement, avec le Maya, de l'aérodrome Henderson, dans la nuit du 15 au 16 octobre 1942. En 1943, pendant la campagne des îles Salomon, le Myōkō reste basé à Truk, le haut-commandement japonais n'engageant d'abord que ses escadres de destroyers, et les croiseurs légers qui les conduisent. En juin 1943, lorsque les Américains entament la reconquête des Aléoutiennes, il participe à la couverture de l'évacuation de Kiska. Mais lorsque les Américains débarquent sur Bougainville, le 1er novembre, le contre-amiral Ōmori, commandant la 5e Division de Croiseurs, avec le Myōkō et le Haguro, deux croiseurs légers, et six destroyers, part attaquer les transports américains qui ont mis à terre le Ier Corps Amphibie des Marines du lieutenant general Alexander Vandegrift. Mais il est tenu en échec à la bataille de la baie de l'Impératrice Augusta,. Au cours de la bataille, il percutera le destroyer Hatsukaze qui sera achevé par des navires américains peu après.
Les croiseurs Myōkō et Haguro, directement retournés à Truk, ont échappé aux bombes de l'aviation embarquée américaine, lancée par l'amiral Halsey à l'attaque de Rabaul le 5 novembre. Le contre-amiral Ōmori et le contre-amiral Hashimoto, alors directeur de l'École de Torpillage ont alors échangé leurs commandements à la fin du mois de novembre.

### Aux batailles de la mer des Philippines et du golfe de Leyte
Les Myōkō et Haguro ont gagné les Palaos, début février 1944, ce qui leur a évité un bombardement massif à Truk (Opération Hailstone), le 18 février. Ils ont ensuite fait mouvement vers Singapour, et ont été finalement basés à Tawi-Tawi. Fin mai 1944, ils ont reçu l'ordre de se porter en soutien des forces japonaises défendant l'île de Biak au nord-ouest de la Nouvelle-Guinée, attaquée par les forces du général MacArthur. Mais l'offensive de la Ve Flotte américaine contre les îles Mariannes (Opération Forager) a conduit le haut-commandement de la Marine impériale japonaise, dans le cadre de l'opération A-Go de défense des îles Mariannes, à leur faire rallier les forces de la 1re Flotte Mobile du vice-amiral Ozawa en route vers Saïpan, ce qui s'est achevé par une grave défaite japonaise à la bataille de la mer des Philippines. Au cours de cette bataille, lorsque le Commandant-en-Chef japonais, le vice-amiral Ozawa, a dû abandonner son navire amiral, le grand porte-avions Taihō, il a transféré momentanément sa marque sur le Haguro.

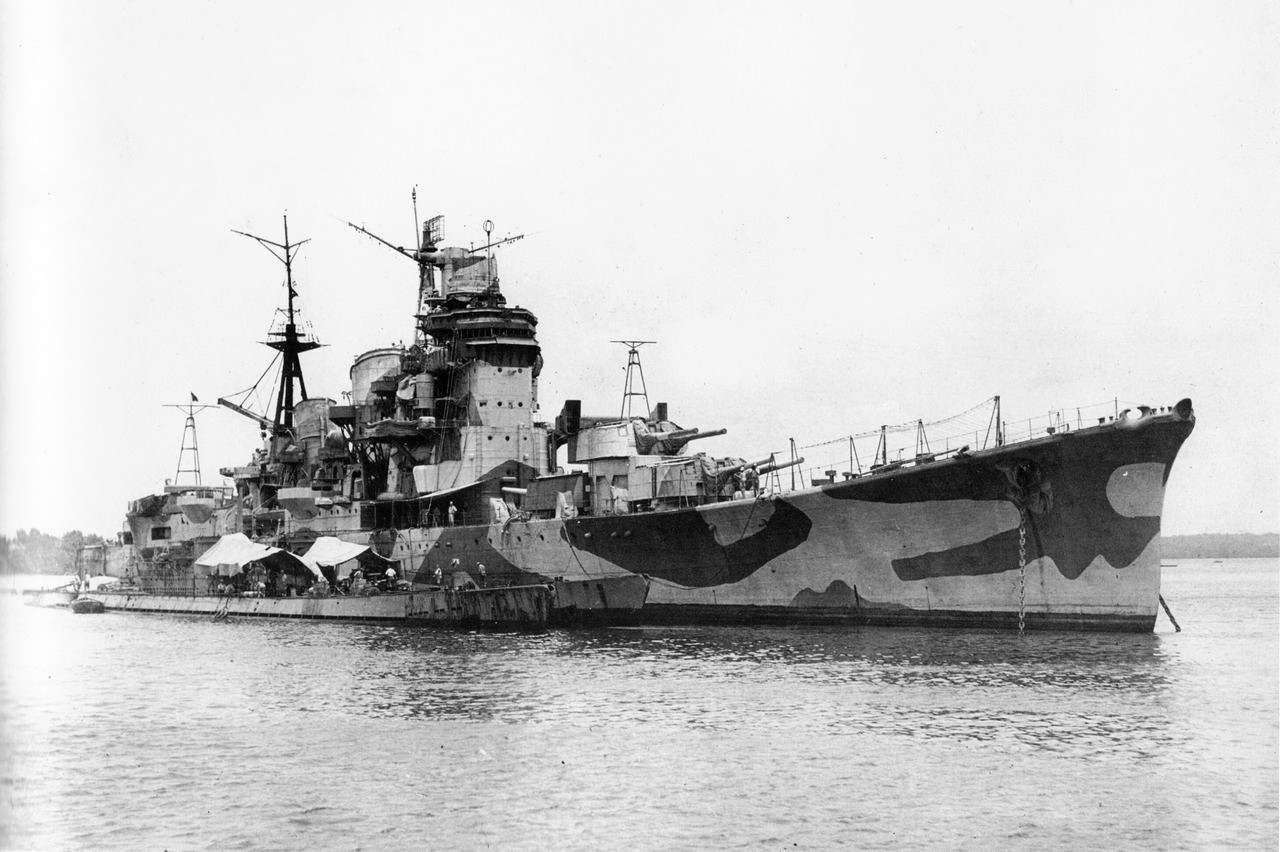
Le Myōkō immobilisé, à Singapour, après la capitulation japonaise

Les croiseurs lourds de la Classe Myōkō ont vu leur Défense Contre Avions rapprochée atteindre une cinquantaine de tubes de 25 mm anti-aériens Type 96 (avec deux affûts doubles et une vingtaine de pièces simples supplémentaires) au cours d'un passage dans différents arsenaux. Basés pendant l'été 1944 au mouillage des îles Lingga, les Myōkō et Haguro ont été rattachés, dans le cadre du Plan Sho-Go de défense des Philippines, à la Force d'Attaque de Diversion no 1 aux ordres du vice-amiral Kurita, les Nachi et Ashigara restant affectés à la 5e flotte du vice-amiral Shima.
Le 18 octobre, la Force d'Attaque de Diversion no 1 a appareillé des îles Lingga. Après avoir fait relâche en baie de Brunei du 20 au 22, pour se ravitailler en carburant, les deux croiseurs lourds aux ordres du vice-amiral Hashimoto (il avait été promu à ce grade le 15 octobre) ont mené la ligne de croiseurs et de cuirassés en route vers le détroit de San-Bernardino. Deux sous-marins américains ont, dans la nuit du 22 au 23 octobre, à l'ouest de Palawan, coulé les croiseurs Atago et Maya et mis hors de combat le Takao. le dernier croiseur opérationnel de la 4e Division de Croiseurs, le Chokai, a été rattaché à la 5e Division du vice-amiral Hashimoto. Le lendemain, au cours de la bataille de la mer de Sibuyan, où l'aviation embarquée de la IIIe Flotte américaine a attaqué principalement les cuirassés japonais, le Myōkō, touché par une torpille d'un “Avenger” de l'USS Intrepid, ses hélices tribord endommagées, a vu sa vitesse réduite à 15 nœuds. Le vice-amiral Hashimoto a alors transféré sa marque sur le Haguro. Ce fut le seul croiseur lourd mis hors de combat, le 24 octobre. Après des réparations sommaires à Singapour, il part pour le Japon en décembre. Mais, il est torpillé par le sous-marin USS Bergall, le 12 décembre, et doit rentrer à Singapour où il est irréparable. Stationnaire, en position de batterie flottante contre-avions, il échappe à l'attaque (Opération Struggle) de sous-marins nains de la Royal Navy, en juillet 1945, et est en remis aux Britanniques, à la suite de la capitulation japonaise. Remorqué dans le détroit de Malacca, il est sabordé par la Royal Navy, le 8 juillet 1946.